# یان ردمن
یان ردمن (آلمانی: Jan Redmann؛ زادهٔ ۱ ژانویهٔ ۱۹۷۹) حقوق‌دان و سیاستمدار اهل آلمان است. او از اتحادیه دموکرات مسیحی آلمان عضو مجلس ایالتی براندنبورگ است.

## زندگی و شغل
ردمن در سال ۱۹۷۹ در شهر پریتزواک آلمان شرقی به دنیا آمد. او در دانشگاه پوتسدام و دانشگاه کلن حقوق خواند و وکیل شد. او با یک مرد ازدواج کرده است.

## زندگی سیاسی
ردمن در انتخابات ۲۰۱۴ عضو مجلس ایالتی براندنبورگ شد.